# Arcadia (single)
Arcadia is een nummer van de Nederlandse dj's Hardwell en Joey Dale uit 2014, met vocalen van de Britse zangeres Luciana. Het is de eerste single van Hardwells debuutalbum United We Are.
Het nummer werd een mager succesje in Nederland. Het bereikte er de 20e positie in de Tipparade. In Vlaanderen bereikte het nummer de 75e positie in de Tipparade.